# Салун
Салун (англ. saloon) — традиционное название американских баров, существовавших в западной части страны во времена Дикого Запада. Среди посетителей салунов были трапперы, ковбои, солдаты, разведчики-скауты, шахтёры, профессиональные игроки и бандиты. Первый салун был создан в Браун-Холл на территории современного штата Вайоминг в 1822 году для трапперов. К 1880 году салуны были весьма распространены на Диком Западе — например, в Ливенуорте (штат Канзас), было «около 150 салунов».
Одной из отличительных черт большинства салунов были входные распашные двери-ворота формы «крыльев летучей мыши», которые располагались на уровне колен или груди человека. Нередко второй этаж использовался под гостиницу. Большинство салунов имели крайне бедное сельское убранство, но некоторые, дорогие, были обставлены с шиком. Меню любого салуна включало в себя большое разнообразие алкогольных напитков, часто приготовленных из весьма сомнительных ингредиентов и потому называемых «ядовитым пойлом». Наиболее популярным напитком было пиво (которое иногда варилось в самих салунах), хранившееся на полках стеллажей в кегах.
Традиционными развлечениями в салунах были различные азартные игры в карты и кости, а впоследствии — бильярд, боулинг, дартс, сопровождаемые танцами девушек и игрой пианиста. В некоторых богатых салунах посетителям дополнительно предоставлялись услуги проституток.
Стереотипный образ салуна является неотъемлемым атрибутом практически любого художественного произведения о Диком Западе. Наиболее подробно жизнь типичного салуна, совмещённого с публичным домом и гостиницей, изображается в популярном сериале американской телекомпании HBO «Дедвуд» (2004—2006).